# Władimir Salnikow
Władimir Walerjewicz Salnikow (ros. Владимир Валерьевич Сальников; ur. 21 maja 1960 w Leningradzie) – radziecki pływak. Czterokrotny mistrz olimpijski i świata, sześciokrotny mistrz Europy, były rekordzista świata, starszy sierżant Specnazu.

## Kariera
Specjalizował się w stylu dowolnym. Na igrzyskach debiutował w 1976 w Montrealu i zajął 5. miejsce wyścigu na 1500 m. Cztery lata później wywalczył trzy złote krążki w wyścigach kraulem. Swoją klasę potwierdził bijąc w Moskwie, podczas XXII Igrzysk Olimpijskich, rekord świata na dystansie 1500 m. Jako pierwszy człowiek złamał granicę 15 minut. W 1984 kraje socjalistyczne zbojkotowały igrzyska w Los Angeles, co spowodowało, że Salnikow wystartował dopiero na następnych, które odbyły się w Seulu i ponownie zwyciężył w wyścigu na 1500 metrów. Wielokrotnie stawał na podium mistrzostw świata (cztery razy złoto) i  Europy.
W 1993 roku został wprowadzony do International Swimming Hall of Fame.

## Starty olimpijskie
Montreal 1976
Moskwa 1980
- 400m kraulem, 1500 m kraulem, 4 × 200 m kraulem – złoto

Seul 1988
- 1500 m kraulem – złoto